# Abdou Elimam
Pour les articles homonymes, voir Elimam.
 (avril 2024).
La mise en forme du texte ne suit pas les recommandations de Wikipédia : il faut le « wikifier ».
Les points d'amélioration suivants sont les cas les plus fréquents. Le détail des points à revoir est peut-être précisé sur la page de discussion.
- Les titres sont pré-formatés par le logiciel. Ils ne sont ni en capitales, ni en gras.
- Le texte ne doit pas être écrit en capitales (les noms de famille non plus), ni en gras, ni en italique, ni en « petit »…
- Le gras n'est utilisé que pour surligner le titre de l'article dans l'introduction, une seule fois.
- L'italique est rarement utilisé : mots en langue étrangère, titres d'œuvres, noms de bateaux, etc.
- Les citations ne sont pas en italique mais en corps de texte normal. Elles sont entourées par des guillemets français : « et ».
- Les listes à puces sont à éviter, des paragraphes rédigés étant largement préférés. Les tableaux sont à réserver à la présentation de données structurées (résultats, etc.).
- Les appels de note de bas de page (petits chiffres en exposant, introduits par l'outil «  Source ») sont à placer entre la fin de phrase et le point final[comme ça].
- Les liens internes (vers d'autres articles de Wikipédia) sont à choisir avec parcimonie. Créez des liens vers des articles approfondissant le sujet. Les termes génériques sans rapport avec le sujet sont à éviter, ainsi que les répétitions de liens vers un même terme.
- Les liens externes sont à placer uniquement dans une section « Liens externes », à la fin de l'article. Ces liens sont à choisir avec parcimonie suivant les règles définies. Si un lien sert de source à l'article, son insertion dans le texte est à faire par les notes de bas de page.
- La présentation des références doit suivre les conventions bibliographiques. Il est recommandé d'utiliser les modèles {{Ouvrage}}, {{Chapitre}}, {{Article}}, {{Lien web}} et/ou {{Bibliographie}}. Le mode d'édition visuel peut mettre en forme automatiquement les références.
- Insérer une infobox (cadre d'informations à droite) n'est pas obligatoire pour parachever la mise en page.

Pour une aide détaillée, merci de consulter Aide:Wikification.
Si vous pensez que ces points ont été résolus, vous pouvez retirer ce bandeau et améliorer la mise en forme d'un autre article.
 (mars 2013).
Si vous disposez d'ouvrages ou d'articles de référence ou si vous connaissez des sites web de qualité traitant du thème abordé ici, merci de compléter l'article en donnant les références utiles à sa vérifiabilité et en les liant à la section « Notes et références ».
Abdou (AbdelJlil) Elimam (en arabe : عبده الإمام), né le 22 octobre 1949 à Oran, et mort le 31 août 2023 en Espagne, est un linguiste algérien parmi ceux du courant énonciatif français, qui assument l'héritage de Gustave Guillaume et d'Émile Benveniste. Sur les traces de Antoine Culioli, Henri Adamczewski et de Robert Lafont, il soutient une thèse de doctorat de 3e cycle à l'université Sorbonne Nouvelle - Paris 3 (en linguistique anglaise) et une thèse de doctorat d'État à Rouen (linguistique générale). Trois phases ont ponctué ses centres d'intérêt : la sociolinguistique du Maghreb et la défense du maghribi ; la didactique des langues secondes (dont le FLE) ; les retombées des sciences cognitives sur la théorie du langage. Actuellement il travaille sur les bases méthodologiques et théoriques d'un rapprochement entre Ray Jackendoff et Noam Chomsky, d'un côté et Antoine Culioli, de l'autre.

## Carrière professionnelle
Abdou Elimam est depuis 2002 maître de conférences à l'École nationale polytechnique d'Oran, naguère École normale supérieure d’enseignement technique (ENSET) d'Oran. Il a exercé également les fonctions de directeur du Centre culturel français de Naplouse de 1997 à 2001 et a travaillé à  l'Institut de culture populaire de Tlemcen. Il a été professeur invité ou chargé de cours à l'Université de Rouen, à l'INALCO et consultant en ingénierie linguistique pour diverses entreprises.

## Centres d'intérêt
C'est sa quête du statut de la langue maternelle qui motive Abdou Elimam à s'engager en linguistique. La théorie de l'énonciation initiée par Émile Benveniste et formalisée par Antoine Culioli va le séduire en cela qu'elle prend ancrage dans une théorie de l'acquisition qui permet l'émergence d'un sujet de l'énonciation et conçoit le langage produit comme un événement énonciatif (1981). La sociolinguistique, en tentant de répondre aux questions Qui parle à Qui, de Quoi, Comment, Quand Où et Pourquoi fera intervenir les questions de la norme linguistique, de la diglossie, du bilinguisme et du multilinguisme. Dans une mise en relation dialectique entre Corpus et Statut social (2004), Son engagement en didactique des langues lui permet de formaliser la question du rapport entre langue maternelle et langue autre. C'est dans les thèses de Stephen Pit Corder, Larry Selinker et Stephen Krashen qu'il trouvera des réponses claires sur le rapport entre acquisition et apprentissage (2006(a), 2012). Enfin, les sciences cognitives contemporaines, qui commencent à dévoiler partie des mécanismes de l'activité cérébrale en œuvre dans l'émergence de la langue native. Cependant les retombées des neurosciences invitent à revisiter la théorie linguistique telle qu'elle a prévalu jusqu'ici et Abdou Elimam (20063(b), 2011, 2012), en posant le primat de la question du sens, opère une distinction entre faculté du langage et formes linguistiques d'extériorisation. Se sentant très proches des préoccupations contemporaines de Ray Jackendoff, il envisage de revisiter les thèses de la Grammaire universelle, de la théorie de l'énonciation et de la question du sens à partir d'une vision rafraîchie.
Par ailleurs, au début des années 90, il a activement participé à la conception et au lancement du projet d'économie Alternative et durable "La Caisse de Transactions" en France en collaboration très étroite avec son fondateur Franck Fouqueray. Ses connaissances de linguiste furent déterminantes dans l'application d'un modèle économique équitable et durable.

## La question du maghribi
En tentant de jeter la lumière sur la vie langagière du Maghreb pré-islamique, Abdou Elimam découvre que la langue introduite par les Phéniciens en Afrique du Nord, le punique, s'avère langue substrat (à hauteur de 50 % en moyenne) dans les parlers contemporains du Maghreb et de Malte (1997). Ce qui conduit Abdou Elimam à oser un regard renouvelé et critique sur la nature supposée « arabe » des parlers du Maghreb. Son étude assoit la conviction que loin d'être une arabisation (spontanée) de toutes ces contrées, les parlers de Malte et du Maghreb sont des évolutions du punique au contact de l'arabe et du berbère. Rejoignant Charles A. Ferguson et bien des linguistes orientaux, Abdou Elimam nomme maghribi cette identité linguistique polynomique et au substrat punique (1997, 2003).

## La didactique des langues secondes
C'est avec Henri Adamczewski que Abdou Elimam apprend à distinguer entre langue acquise par la naissance et langue apprise au terme d'efforts. Cette distinction constituera un repère essentiel dans ses travaux de didactique des langues. En effet la langue maternelle s'acquiert ; elle ne s'apprend pas comme on apprend à coudre ou à fabriquer un objet. Les moyens cognitifs mobilisés dans un cas et dans l'autre ne sont donc pas les mêmes (2006(a)). Tout cela conduit Abdou Elimam à reconsidérer les apprentissages linguistiques – en les distinguant des apprentissages langagiers – et à concevoir la didactique des langues comme une démarche reposant sur trois piliers : la connaissance du fonctionnement des langues humaines ; les mécanismes cognitifs mis en jeu ; les besoins effectifs en langue seconde (2012).

## Sciences cognitives et linguistique
Les travaux de Jean-Pierre Changeux, de Antonio Damasio, Michael Tomasello – mais également ceux du linguiste Ray Jackendoff - ont été un facteur d'émulation dans la réflexion contemporaine de Abdou Elimam quant à la théorie du langage. Comment le dispositif natif intervient -il pour mettre en route la mécanique du langage et comment cette dernière s'articule, devraient répondre clairement à la question : qu'est-ce qu'un système linguistique ? Sur la base d'observations irréfutables et méthodologiquement validées, les neurosciences apportent des éclairages qui devraient permettre de mieux (re)définir l'activité langagière et de déterminer le rapport entre sémantique, d'un côté, et morphosyntaxe et phonétique, de l'autre. Abdou Elimam pense pouvoir rapprocher, dans un tel programme, les thèses de Noam Chomsky et Ray Jackendoff de celles de Antoine Culioli.